# Alor (eiland)
Alor is onderdeel van de Kleine Soenda-eilanden van Indonesië en vormt samen met het eiland Pantar en een aantal kleinere eilanden de Alor-archipel. Het eiland is ongeveer 2800 vierkante kilometer groot en heeft een ruig landschap. Het eiland telt ongeveer 140.000 inwoners.

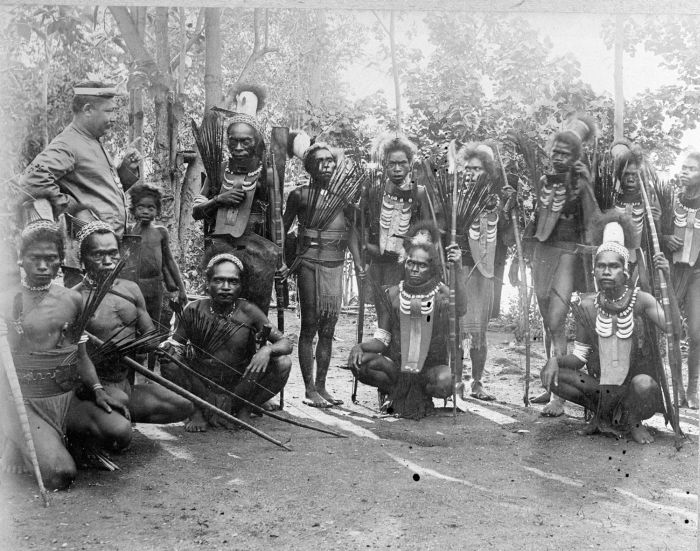
Alor krijgers
(1895), Wereldmuseum Amsterdam

Bestuurlijk behoort Alor tot het regentschap Alor onderdeel van de Indonesische provincie Oost-Nusa Tenggara.